# Tomba della corona d'oro
La tomba della corona d'oro, conosciuta anche con il nome di Geumgwanchong, è un tumulo di epoca Silla che si trova nell'attuale città di Gyeongju, antica capitale del regno di Silla, nella Corea del Sud. Riscoperta nel 1921, si crede che questa tomba possa essere stata edificata tra il V e il VI secolo. È stata la prima tomba in cui venne ritrovata una corona in oro della monarchia Silla, nonché la più grande corona ritrovata in uno scavo archeologico. Proprio per l'importanza storica del ritrovamento, la tomba ha preso il nome dalla corona ritrovata. È stato portato alla luce anche un corredo funerario composto da circa 40.000 artefatti, da ornamenti in metalli preziosi a oggetti di uso comune dell'epoca.
La tomba misura 45 metri di diametro e 12 di altezza e si pensa che il suo interno possa essere stato verniciato e laccato. La struttura della tomba e lo stile con cui è stata costruita, influenzata dal mondo buddhista, fanno pensare che possa essere stata costruita dopo il regno di re Jijeung, posizionando la sua datazione nel periodo prima del regno di Silla unificato. La tomba, inoltre, è composta da un solo tumulo e senza una camera per il corredo funerario.

## Scavi
La tomba venne portata alla luce nel 1921 in seguito alla segnalazione di un poliziotto che notò un bambino giocare con delle perline di vetro nel cantiere di un cortile di una casa. Essendo la Corea sotto il dominio giapponese, la scoperta della tomba Silla creò una enorme risonanza nelle alte sfere nipponiche. In seguito vennero ritrovate altre tombe.

## Ritrovamenti

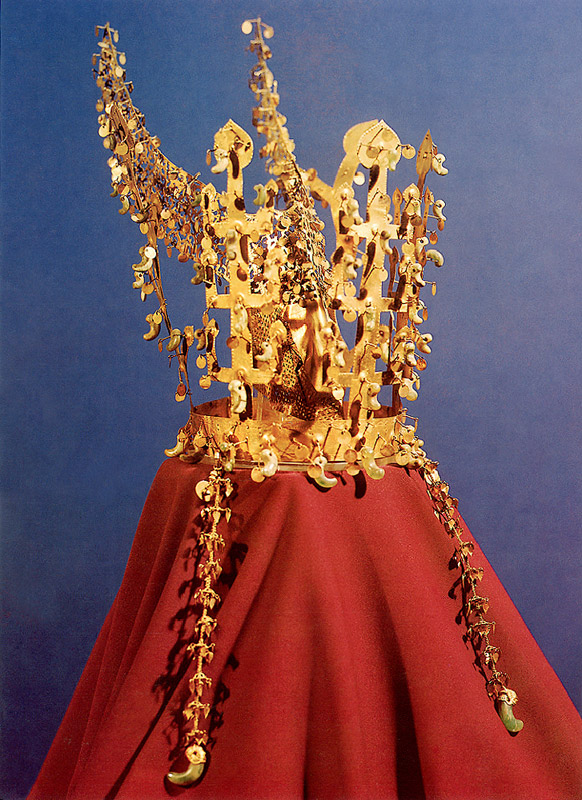
La corona d'oro ritrovata nella tomba e oggi tesoro nazionale.

Con la corona, venne ritrovati anche degli ornamenti per cinture in oro, argento e pietre preziose una cintura ornamentale lunga 109 centimetri. La cosiddetta "cintura di Geumgwanchong", eletta a tesoro nazionale, oltre ai metalli preziosi, presenta anche 17 pendagli di varie forme. Gli ornamenti della cintura sono simili a quelli delle cinture ritrovate nelle tombe reali di Baekje, evidenziando i contatti tra il regno di Silla e di Baekje nel V secolo. La cintura dimostra, inoltre, l'alto grado nobiliare dell'occupante.
Vennero ritrovati anche dei vasi in oro e argento, in oro e lega di bronzo e in oro e bronzo. Inoltre, vennero ritrovati vasi con quattro angoli e calderoni tradizionali coreani in ghisa con raffinate incisioni, il cui stile evidenzia il contatto culturale con il regno di Goguryeo. Altri vasi dimostrano la connessione con il mondo cinese. La maggioranza della popolazione coreana dell'epoca non aveva accesso a questo tipo di beni e il ritrovamento di questi vasi pregiati indica l'alto tenore di vita della classe dominante del regno di Silla.
Sono state ritrovate anche delle armi, come spade in oro e argento e elmi e armature in bronzo.